# Oreotragus
Oreotragus é um gênero de mamíferos bovídeos, da subfamília Antilopinae. É o único gênero da tribo Oreotragini e sua única espécie é a cabra-das-pedras (Oreotragus oreotragus).